# FC Feronikeli 74
Der KF Feronikeli 74 (albanisch Klubi Futbollit Feronikeli 74) ist ein Fußballverein mit Sitz in Drenas, Kosovo.

## Geschichte
Der Verein spielt seit dem Aufstieg 2012 in der höchsten Liga Kosovos, der IPKO Superliga und ist der erfolgreichste Verein der Stadt Drenas. 2015, 2016 und 2019 wurde er kosovarischer Meister sowie 2014, 2015 und 2019 kosovarischer Fußballcupsieger.
In der Saison 2021/22 konnte man den Abstieg in der zweiten Liga nach einer schwachen Saison nicht verhindern. Aufgrund einer finanziellen Schieflage musste der Verein in der Rückrunde hauptsächlich mit Jugendspielern auftreten. Zur Saison 2022/23 entstand eine Fusion im Klub und es folgte eine Namensänderung in FC Feronikeli 74'.

## Europapokalbilanz
Der KF Feronikeli spielt in der Saison 2019/20 erstmals im europäischen Fußball.
| Saison  | Wettbewerb            | Runde                  | Gegner               | Gesamt | Hin               | Rück              |
| ------- | --------------------- | ---------------------- | -------------------- | ------ | ----------------- | ----------------- |
| 2019/20 | UEFA Champions League | Vorrunde, Halbfinale   | Lincoln Red Imps FC  | 1:0    | 1:0 im Kosovo (N) | 1:0 im Kosovo (N) |
| 2019/20 | UEFA Champions League | Vorrunde, Finale       | FC Santa Coloma      | 2:1    | 2:1 im Kosovo (N) | 2:1 im Kosovo (N) |
| 2019/20 | UEFA Champions League | 1. Qualifikationsrunde | The New Saints FC    | 2:3    | 2:2 (A)           | 0:1 (H)           |
| 2019/20 | UEFA Europa League    | 2. Qualifikationsrunde | ŠK Slovan Bratislava | 1:4    | 1:2 (A)           | 0:2 (H)           |

Gesamtbilanz: 6 Spiele, 2 Siege, 1 Unentschieden, 3 Niederlagen, 6:8 Tore (Tordifferenz −2)

## Kader 2025/26
Stand: 19. August 2025
| Nr. |              | Position | Name                |
| --- | ------------ | -------- | ------------------- |
| 1   | Italien      | TW       | Simone Moschin      |
| 2   | Kosovo       | AB       | Granit Musa         |
| 3   | Kosovo       | AB       | Armend Halili       |
| 4   | Ukraine      | AB       | Valerii Stepanenko  |
| 6   | Albanien     | AB       | Erb Koni            |
| 10  | Schweiz      | MF       | Lavdim Zumberi      |
| 12  | Albanien     | TW       | Marvin Brozi        |
| 14  | Kosovo       | MF       | Adonis Qorri        |
| 18  | Kosovo       | AB       | Bejtë Rexhepi       |
| 21  | Kosovo       | MF       | Muhamed Llapashtica |
| 24  | Kosovo       | ST       | Lis Demiri          |
| 32  | Griechenland | MF       | Vasilios Karagounis |
| 51  | Schweiz      | MF       | Devid Ademaj        |
| 88  | Kosovo       | ST       | Armen Kryeziu       |

| Nr. |          | Position | Name              |
| --- | -------- | -------- | ----------------- |
| 98  | Kosovo   | TW       | Jon Qorri         |
| 99  | Kosovo   | AB       | Leart Zekolli     |
|     | Kosovo   | ST       | Mendurim Hoti     |
|     | Kosovo   | AB       | Arbër Prekazi     |
|     | Kosovo   | TW       | Arion Imeri       |
|     | Kosovo   | MF       | Arbios Thaçi      |
|     | Albanien | MF       | Diellor Beseni    |
|     | Kosovo   | MF       | Alket Bajrami     |
|     | Kosovo   | AB       | Fatmir Rexhaj     |
|     | Kosovo   | MF       | Emir Karaxha      |
|     | Kosovo   | MF       | Kreshnik Bahtiri  |
|     | Kosovo   | ST       | Shpresim Zogu     |
|     | Kosovo   | MF       | Ibrahim Cervidaku |
|     | Kosovo   | AB       | Avni Selmani      |